# Den store Gatsby
 For alternative betydninger, se Den store Gatsby (flertydig). (Se også artikler, som begynder med Den store Gatsby)
The Great Gatsby eller Den store Gatsby er en amerikansk roman af F. Scott Fitzgerald, først udgivet i 1925 og som udspiller sig på østkysten af USA.